# Fontaine de Čukur à Belgrade
La fontaine de Čukur (en serbe : Чукур чесма et Čukur česma), est située dans la municipalité de Stari grad à Belgrade en Serbie. Érigée en 1931, elle est inscrite sur la liste des biens culturels de la ville de Belgrade.

## Présentation

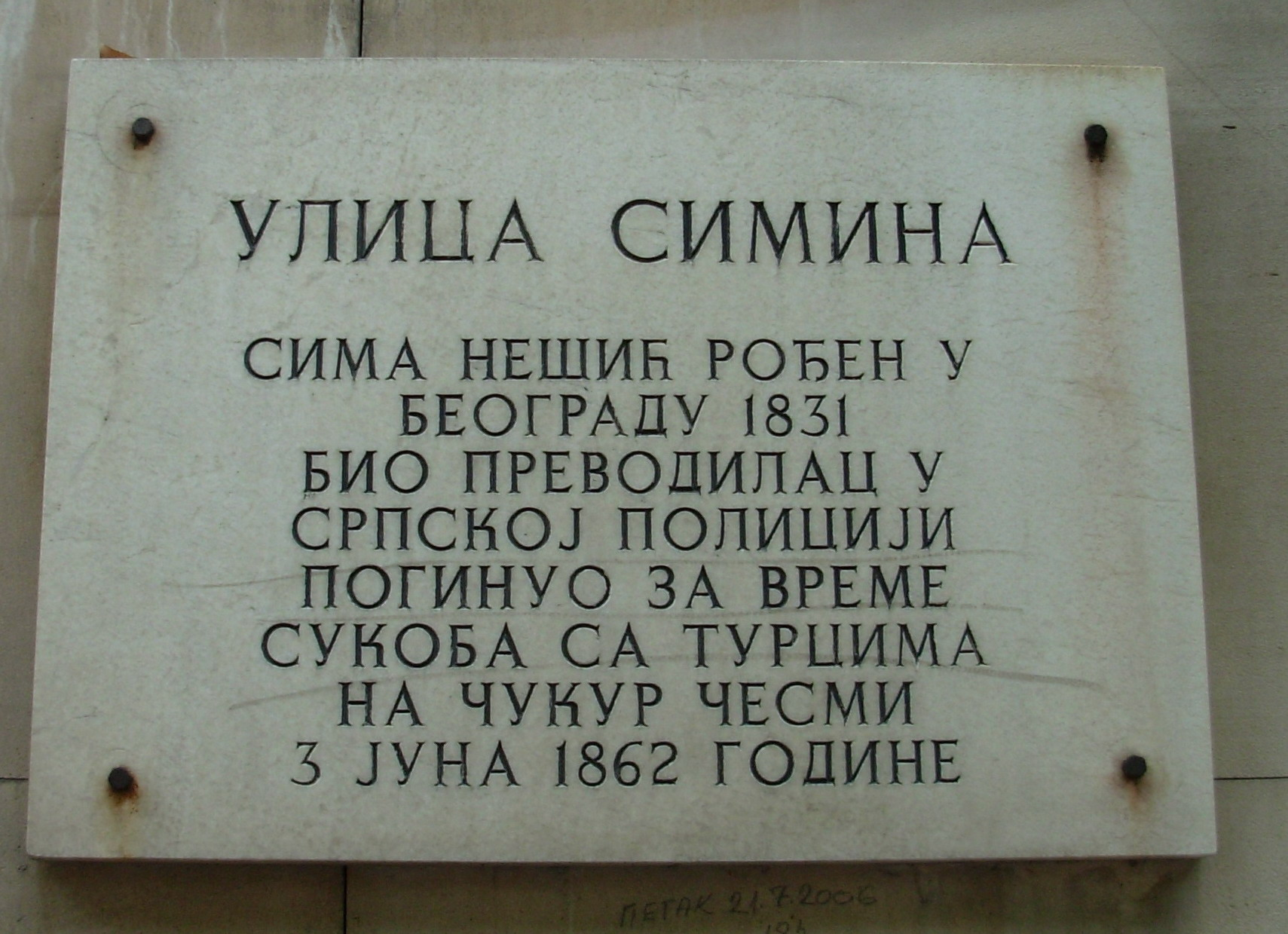
Plaque commémorative de Sima Nešić, rue Simina

La fontaine de Čukur est située à la hauteur du 30 rue Dobračina.
La fontaine et sa sculpture sont l'œuvre de Simeon Roksandić (1874-1943) ; la fontaine a été construite en 1931, tandis que le monument sur la fontaine, représentant un jeune homme avec une cruche cassée, a été créé en 1922 et appartient au réalisme académique serbe. Par sa conception intimiste, le monument rompt avec d'autres monuments publics de la capitale serbe. Il est situé dans une rue relativement tranquille et sa position et sa hauteur sont conçues pour une observation rapprochée.
Au même emplacement se dressait autrefois la vieille fontaine de Čukur, une de ces fontaines qui approvisionnèrent les Belgradois en eau jusqu'en 1892, moment où fut construit un système de canalisations en plomb. Ce site fut le théâtre d'un événement qui opposa un jeune garçon serbe nommé Sima Nešić, aux soldats turcs en 1862. Cet événement fut à l'origine de la libération définitive de Belgrade vis-à-vis de la Sublime Porte.